# Dekompressionstabelle

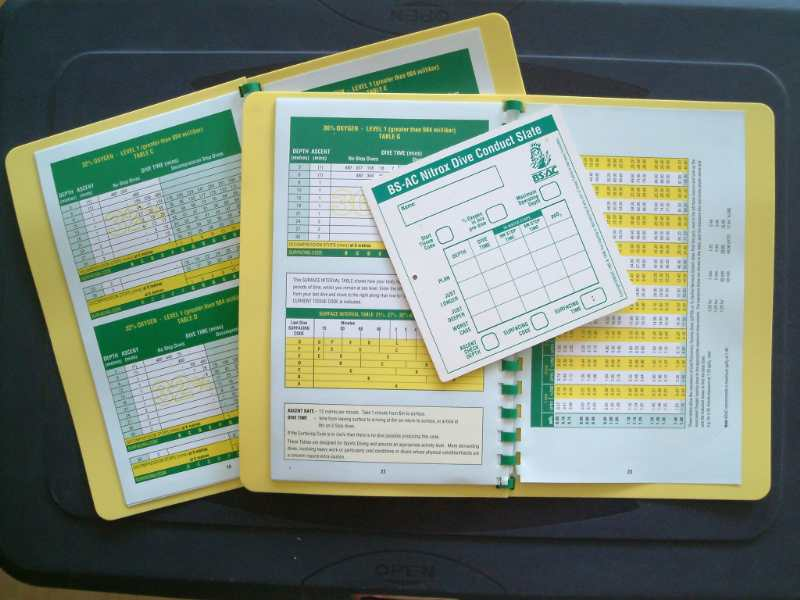
Beispiel einer Dekompressionstabelle

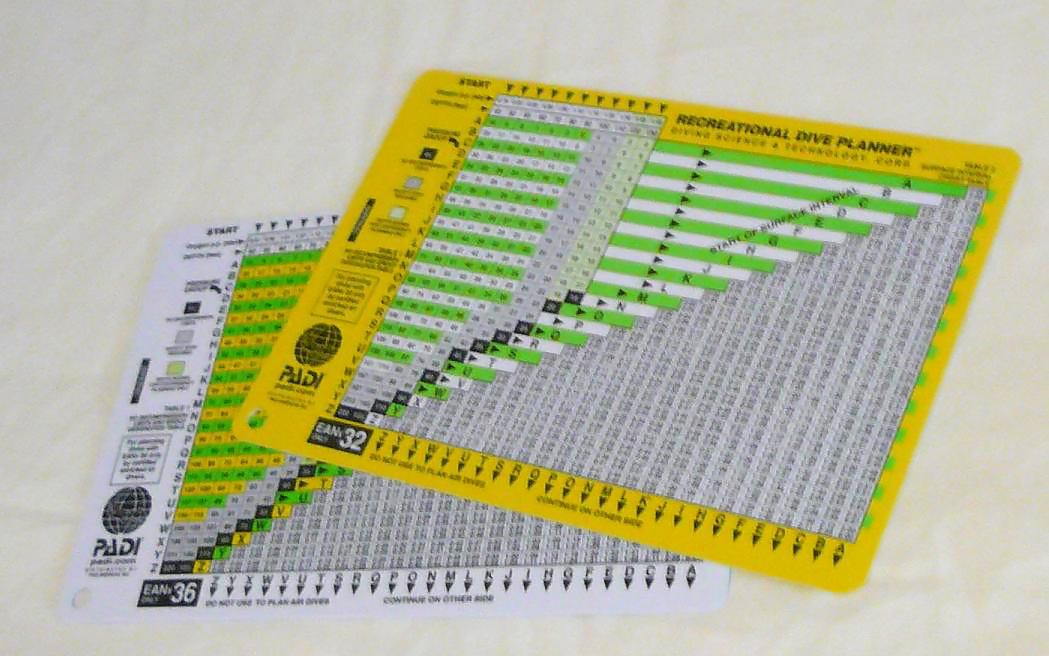
Tabellen des weltweit größten Sporttauch-Ausbildungsunternehmens PADI. Die Größe entspricht etwa dem Format DIN A5, so dass die auf stabilem Kunststoff gedruckten Tabellen knapp in die seitlichen Brusttaschen einer üblichen Tarierweste passten. Die beiden Tabellen sind für die Verwendung mit dem verbreiteten Nitrox-Atemgas mit den Sauerstoffgehalten 32 und 36 Prozent ausgelegt bzw. berechnet.

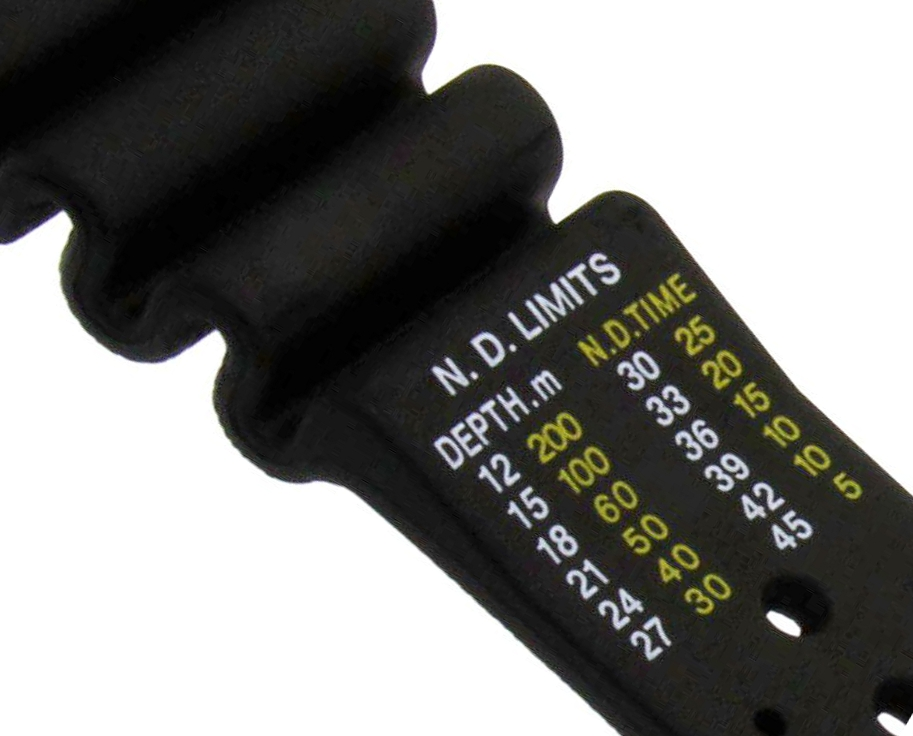
Grob gestufte Deko-Tabelle auf dem Kunststoffarmband einer Taucheruhr

Eine Dekompressions- oder Austauchtabelle (abgekürzt auch Deko-Tabelle genannt) dient zur Ermittlung der beim Auftauchen einzuhaltenden Dekompressionszeit. Die Dekompressionszeit wird in Abhängigkeit von der maximal erreichten Tauchtiefe, der Grundzeit sowie eventuell vorhandener Restsättigung mit Stickstoff im Körper-Gewebe, vorausgegangener Tauchgänge (Wiederholungstauchgänge und deren Oberflächenpausen) berechnet bzw. abgelesen. Werden die von der Dekompressionstabelle empfohlenen Dekompressionsstopps oder andere Limits missachtet, so droht eine möglicherweise tödlich endende Dekompressionskrankheit.
Tabellen existieren für verschiedene Atemgasgemische (Luft, Nitrox, Trimix, Heliox etc.), gesondert auch für Meereshöhe (0–300 m oder 0–700 m) und Gebirgstauchgänge (über 300 oder 700 m). Für Sättigungstauchgänge und Gasgemischwechsel sind spezielle Berechnungsverfahren notwendig.

## Geschichte
Erste Tabellen und Dekompressionsregeln entstanden zur Zeit der ersten Helmtauchgänge und der ersten Caisson-Unfälle. Die medizinischen und physikalischen Grundlagen sind seitdem die Gleichen geblieben, lediglich der Erfahrungs- und Wissensschatz wurde stark erweitert. Über die Zeit entstanden verschiedene Dekompressions-Modelle. Auf praktischen Erfahrungen aufbauend, mit Dekompressionskammer-Fahrten und verschiedenen anderen medizinischen und physikalischen Versuchen und Tests, zum Dekompressions- und Gewebe-Sättigungs-Algorithmus ausgebaut, bilden diese mathematischen Modelle die Grundlage aller aktuellen Dekompressionstabellen. Im Laufe der Zeit wurden die Modelle laufend verfeinert, weshalb zahlreiche Tabellen, mit teilweise unterschiedlicher Ausrichtung entstanden sind.

## Bekannte Dekompressionstabellen
- U.S.-Navy, eine der ältesten und bekanntesten Tabellen
- Bühlmann: ZH-L8, ZHL-12, ZH-L16, ZH-L17 etc., von Albert Bühlmann[3][4]
- Bühlmann-Hahn
- Hahn-Tabellen, zum Beispiel Deco 92 und Deco 2000 von Max Hahn
- COMEX (französische Taucherfirma), zum Beispiel CX04
- franz. Marine, zum Beispiel MN78, MN90
- Dräger, Haldane (soweit bekannt nur historisch)
- NOAA (National Oceanic and Atmospheric Administration, U.S. Department of Commerce)
- Unfallverhütungsvorschriften BGV C 23 (vorher VGB39)[5]

## Form und Aufbau
Die Deko-Tabellen selbst liegen in unterschiedlicher Form vor: Als reine Nullzeittabellen, als Tabellen für Wiederholungstauchgänge, als Kartei, Druck in Lehrmitteln, Desktop-Anwendung, Webformular, Mobile App sogar als Rechenschieber. Nicht alle Tabellen sind primär für den eigentlichen Tauchgang gedacht, einige dienen alleine der Tauchgangsplanung vor dem Tauchgang. Die Benutzerfreundlichkeit und damit die Gefahr von Fehlinterpretationen fällt je nach Tabelle unterschiedlich aus. Während einige Tabellen wenig mehr als Nullzeittauchgänge abbilden, umfassen andere auch anspruchsvollere Dekompressions-Tauchgänge oder mehrere Wiederholungstauchgänge (mehrere Tauchgänge an einem Tag). Für die medizinische Behandlung von Dekompressionskammern und für die Planung der Arbeitszeit von Überdruckarbeitern in Senkkästen werden Dekompressionstabellen herangezogen. Dazu werden heute aber meist andere Dekompressions-Modelle benutzt als beim Gerätetauchen.

### Dekompressiometer

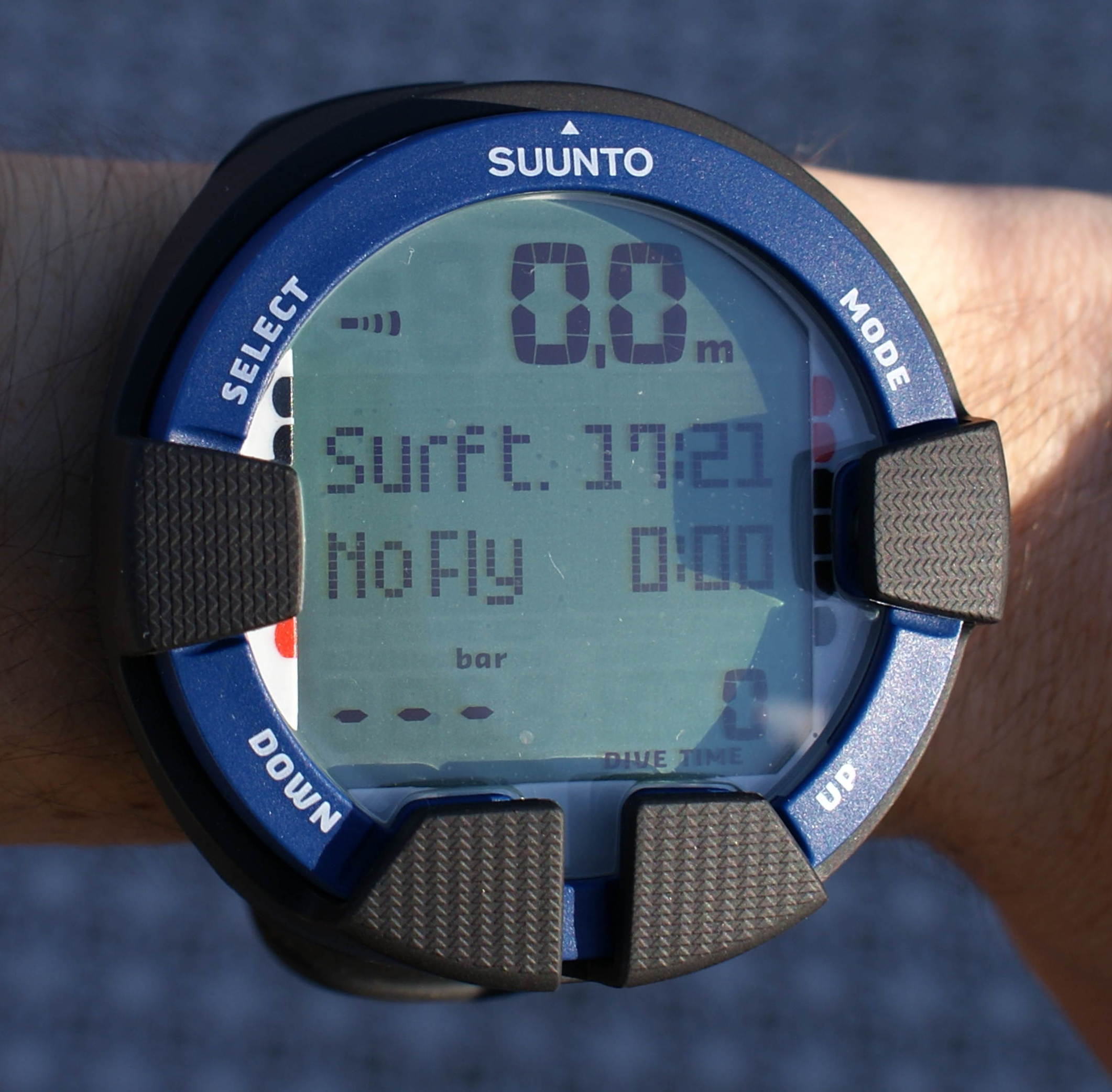
Ein am Handgelenk getragener Tauchcomputer wurde ab etwa den 1990er Jahren zum Standard bei Sport- und Berufstauchern. Die Geräte machten das Benutzen von Dekompressionstabellen weitgehend überflüssig.

Das Dekompressiometer ist ein nach pneumatischen Verfahren funktionierender Apparat, der vor dem Aufkommen der Tauchcomputer als Ergänzung zu einer Tabelle verwendet wurde. Er ist eine Sonderform eines Tiefenmessers, bestehend aus Gehäuse, Wasserdruckmembran, keramischer Diffusionsmembran und dem eigentlichen Druckmessröhrchen und Zeigerinstrument. Mit dem Zeigerinstrument wird physikalisch eine Kompression und Dekompression simuliert. Das Ergebnis wird auf einer Rundskala angezeigt und gibt die notwendigen Dekompressionsstufen und -zeiten an.

### Tauchcomputer
Im Gegensatz zu Tabellen basieren heutige Tauchcomputer auf Sättigungs-Simulationen in der Regel mit mehr als nur einer Gewebeart. Analog den Tabellen existieren Tauchcomputer mit speziellen Modi für spezielle Atemgasgemische. Auch werden Wiederholungstauchgänge, JoJo-Tauchgänge oder ähnliches genauer erfasst und berechnet. Eine Dekompressionstabelle rechnet in jedem Fall konservativer als ein Tauchcomputer, was meist mehr Sicherheitsreserve zur Folge hat.

## Sicherheit
Ein Problem aller Tauchtabellen liegt darin, dass die Annahme eines Rechteckprofils zugrunde gelegt wurde. Der Taucher muss mit der maximalen Tiefe und der Gesamtgrundzeit die notwendigen Dekompressionsstopp aus der Tabelle ablesen. Was für Berufstaucher geeignet sein mag erwies sich für Sporttaucher, die normalerweise nach dem Erreichen der Maximaltiefe einen langsamen Aufstieg beginnen, als sehr grobe Vereinfachung. Die tatsächliche Aufsättigung ist bei einem kontinuierlichen Aufstieg weit geringer, als bei einem Tauchgang mit Rechteckprofil. Die Verwendung einer Tabelle ist in diesem Fall zwar sicher, da diese verlängerte Dekopausen vorgibt. Da die so berechneten Dekozeiten jedoch ein Vielfaches der tatsächlich erforderlichen Dekozeiten betragen können, ist ein Tauchen nach Tabelle für Sporttaucher häufig nicht praktikabel. Die tatsächliche Dekopflicht kann mit einem Tauchcomputer präziser und weniger konservativ berechnet werden.